# 平出喜三郎 (初代)

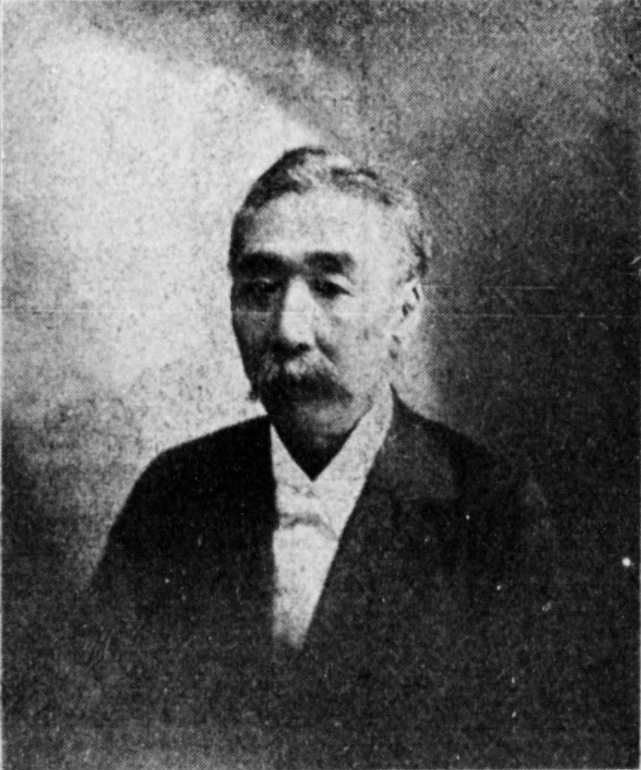
初代 平出喜三郎

初代平出 喜三郎（ひらで きさぶろう、1841年（天保12年9月） - 1908年（明治41年）3月7日）は、日本の実業家、漁業家、政治家。衆議院議員。

## 経歴
加賀国江沼郡橋立村（現加賀市）出身。20歳で堺商人・河内屋仁兵衛に千石船の船頭として奉公し、日本海沿岸から蝦夷地を航海。1868年（明治元年）に河内屋総支配人に就任。箱館戦争では新政府の兵器・糧食を自己所有汽船「寅一」「寅二」の二艘で運搬した。
その後、箱館に居住し、独立して商業、漁業を営み、特に千島漁業で巨万の富を築いた。また、函館商業学校商議委員、水産調査地方通信委員、函館区会議員、函館水道商議委員、函館町会所取締、シカゴ・コロンブス博覧会事務委員、大日本水産品評会出品委員、函館区共有財産理事員、函館港湾築堤委員、函館大隊区徴兵参事員、函館商業会議所会頭、函館銀行取締役、函館港調査委員、函館港工事改良委員、北海道拓殖銀行設立委員、フィラデルフィア博物館顧問、函館区会議長代理者、立憲政友会創立委員、第五回内国勧業博覧会評議員、北海道会議員、道会議長などを歴任した。
1902年8月、第7回衆議院議員総選挙で北海道庁函館区から立憲政友会所属で出馬して当選し、北海道初の衆議院議員の一人となった。

## 親族
- 養子 平出喜三郎 (2代)（実業家・衆議院議員）